# Casa Emília Carles
La Casa Emília Carles és un edifici situat al carrer de Bergara, 11 de Barcelona, catalogat com a bé amb elements d'interès (categoria C).

## Història
L'any 1896, Emília Carles i Tolrà (1848-1915), primera marquesa de Castellar del Vallès i propietària de l'empresa tèxtil Vídua de Josep Tolrà, va demanar permís per a construir-hi un edifici segons el projecte de l'arquitecte Emili Sala i Cortés. Les obres van finalitzar l'any 1898, tal com ho testimonia l'escut del coronament. Uns anys abans, havia fet construir l'edifici veí del núm. 9, obra del mateix arquitecte.
Entre els anys 1986 i 1988 va patir una reforma per transformar-lo en l'hotel Ducs de Bergara, obra de l'arquitecte Romà Aranyó i Güell.

## Descripció
Es tracta d'un edifici de planta baixa, quatre pisos i un àtic enretirat de la línia de façana, tot cobert per un terrat pla transitable. L'accés principal dona pas a una zona de vestíbul i a un celobert en el qual s'hi localitza l'escala.
La façana, d'estil historicista, té el parament obrat amb material petri que imita carreus. Amb un eix de simetria localitzat al centre, està estructurada en tres trams horitzontals:.
La planta baixa s'obre al carrer per mitjà de dos grans portals laterals separats per un gran finestral triforat amb dos mainells de ferro fos. El portal esquerra permet l'accés al vestíbul. El tram central de les plantes pis està dividit en tres eixos verticals. El més important és el central, on una elaborada tribuna ocupa tres de les plantes i fa de llosana del balcó corregut de l'última planta. La ornamentació de la tribuna, de temàtica gotitzant amb arcs conopials, arcs de mig punt, elements vegetals, etc., és molt elaborat. Els altres dos eixos presenten balcons en voladís. amb llosana de pedra sustentats per mènsules ornamentades i tancats per baranes de ferro fos. La façana es corona amb un seguit d'arquets de mig punt que amaguen les ventilacions de la cambra d'aire i suporten una cornisa, i l'ornamentada barana de pedra del terrat on hi figura la data d'acabament de l'edifici.
A l'interior, tot i la transformació d'ús i la unió amb la casa veïna, es mantenen alguns dels elements originals dels vestíbul i la caixa d'escala. Al vestíbul destaca el treball de la fusta realitzat a portes, mobles i a l'enteixinat del sostre.